# Gyula Török
Gyula Török   (19è districte de Budapest, 24 de gener de 1938 - Budapest, 12 de gener de 2014) va ser un boxejador hongarès, guanyador d'una medalla olímpica.
El 1960 va prendre part en els Jocs Olímpics d'Estiu de Roma, on va guanyar la medalla d'or en la categoria del pes mosca del programa de boxa. En la final es va imposar al soviètic Sergei Sivko. Quatre anys més tard, als Jocs de Tòquio, quedà eliminat en sèries en la categoria del pes gall.
En el seu palmarès també destaca el campionat nacional de 1957 i 1958 i una medalla de plata al Campionat d'Europa de 1959 en la categoria de pes mosca.  Posteriorment va passar al pes gall i va guanyar tres títols nacionals més, el 1961, 1962 i 1964. Es va retirar de les competicions el 1966 i durant 40 anys va treballar a la fàbrica de granit Kispest. Simultàniament va exercir d'entrenador en diferents clubs i de l'equip nacional de boxa hongarès.